# 查尔斯·弗朗西斯·里克特
查尔斯·弗朗西斯·里克特（英語：Charles Francis Richter，1900年4月26日—1985年9月30日），美国物理学家、地震学家，生于美国俄亥俄州欧弗佩克。曾任职于加州理工学院与同事賓諾·古登堡共同创立了判定地震规模的里氏地震规模，并于1935年首次使用这一度量方式。

## 生平
查尔斯·弗朗西斯·里克特于1900年4月26日出生于美国俄亥俄州欧弗佩克的一个农村家庭。里克特还拥有德国血统，他的曾祖父由于在德意志1848年革命中受到迫害从巴登-符腾堡州逃亡至美国。在里克特年轻时就饱受了人间痛苦。他的父母在他幼时便离了婚，随后他被外祖父抚养长大，在1909年跟随着整个家庭移居至洛杉矶，这也使得他在年轻时患有精神分裂症。1920年，里克特从斯坦福大学本科毕业。1928年，他在加州理工学院获得了理论物理学的博士学位，但在此前一年，他就早已收到了来自卡内基科学研究所的聘函。因此，里克特开始接触地震学。
1985年9月30日，里克特因充血性心力衰竭于美国加利福尼亚州帕萨迪纳逝世，享年85岁。

## 科研生涯
查尔斯·弗朗西斯·里克特于1927年收到了来自罗伯特·密立根的研究助理聘函，自此开始在卡内基科学研究所的帕萨迪那地震研究所工作，也正是在此结识了他的合作伙伴宾诺·古登堡。他在哈里·伍德教授的指导下开始学习地震学知识，如震相分析等，从事测量地震图和确定震中的工作。1931年开始，帕萨迪那地震研究所开始了出版定期地震目录的准备工作，这促使里克特加快了解决如何确定地震大小问题的进程。为解决这一问题，1932年，里克特和古登堡共同发明了一种用于描述地震释放能量大小的标度，即里氏震级。此后，古登堡的每项重要工作，几乎都得到了里克特的参与和合作，他们两人合著的论文多达160多篇。1937年，他回到了加州理工学院担任助理教授一职。在二战后，他晋升为副教授，最终于1952年正式成为了教授，在那里度过了他的余生。
1959年，里克特作为交流学者前往东京大学工作了一年，这是他唯一一次离开加州理工学院的工作经历，自此他再也没有享受过任何公休。1970年，里克特正式退休。

## 显著科研成果
1932年，里克特与同事古登堡共同发明了一种用于描述地震释放能量大小的标度，即里氏震级。地震的震级频度分布被认为是地震的最重要性质之一，而里克特与古登堡确定的公式被认为是传统地震学中最遵从震级频度分布的关系式。在1971年圣费尔南多地震发生后，重灾区因为引用了里克特发表的警告而防止了更多的伤亡出现。

## 个人生活
查尔斯·弗朗西斯·里克特承认自己是一名活跃的裸体主义者。他曾与他的妻子前往过多个裸体社区。里克特同时也是一名无神论者。